# Sbrodowo
Sbrodowo (ros. Сбродово) – wieś w Rosji, w rejonie mieżdurieczeńskim obwodu wołogodzkiego. W 2010 r. liczyła 24 mieszkańców.